# 皮特·克莱内
皮特·克莱内（荷蘭語：Piet Kleine，1951年9月17日—），荷兰男子速度滑冰运动员。他曾代表荷兰在冬季奥运会速度滑冰比赛中获得1枚金牌和2枚银牌。他也在1980年冬季奥运会开幕式担任荷兰队旗手。